# Вязовка (река, впадает в Куйбышевское водохранилище)
Вязовка — река в России, протекает в Нижнекамском районе Татарстана. Впадает в Куйбышевское водохранилище.
Длина реки 11 км, площадь водосборного бассейна 41,3 км. Исток в лесном массиве в 3 км к юго-западу от деревни Нариман. Течёт на север вдоль восточной окраины пгт Камские Поляны. Впадает в Камский залив Куйбышевского водохранилища по левому (южному) берегу в 1,2 км к востоку от пристани Камских Полян.
Имеются пруды в верховьях в дачном посёлке. В пойме водохранилища впадают притоки от озёр-стариц Вязовое, Долгое.
До образования водохранилища река являлась притоком Камы.

## Данные водного реестра
По данным государственного водного реестра России относится к Нижневолжскому бассейновому округу, водохозяйственный участок реки — Камский участок Куйбышевского водохранилища от устья Камы до пгт Камское Устье без рек Шешма и Волга, речной подбассейн реки — нет. Речной бассейн реки — Волга от верховий Куйбышевского водохранилища до впадения в Каспий.
Код водного объекта в государственном водном реестре — 11010000312212100003446.